# Sthenognatha flinti
Sthenognatha flinti är en fjärilsart som beskrevs av Todd 1982. Sthenognatha flinti ingår i släktet Sthenognatha och familjen björnspinnare. Inga underarter finns listade i Catalogue of Life.